# Nicolas Nkoulou
Nicolas Alexis Julio Nkoulou Ndoubena (Iaundé, 27 de março de 1990) é um futebolista camaronês que atua como zagueiro. Atualmente está no Gaziantep.

## Seleção
Nkoulou tem 72 presenças com a Seleção de Camarões.[carece de fontes?] Ele representou seu país, nas Olimpíadas de 2008.

## Títulos
Olympique de Marseille
- Copa da Liga Francesa: 2011–12

Seleção Camaronesa
- Campeonato Africano das Nações: 2017